# Języki syntagmatyczne
Języki syntagmatyczne – języki informacyjno-wyszukiwawcze, w których relacje paradygmatyczne między jednostkami przedstawione są za pomocą odsyłaczy w słowniku, tablic i schematów graficznych. Natomiast relacje syntagmatyczne przedstawia się za pomocą rozwiniętych środków opisowych. 
Języki syntagmatyczne posiadają zdolność precyzyjnego opisu treści dokumentów.